# Emil Maurer
Emil Maurer (geboren am 1. Januar 1917 in Zofingen; gestorben am 14. Januar 2011 in Zollikerberg) war ein Schweizer Kunsthistoriker.

## Leben
Emil Maurer studierte Kunstgeschichte, deutsche Literatur und Klassische Archäologie an den Universitäten Basel und Zürich sowie 1948 an der Sorbonne in Paris. In Basel wurde er 1949 mit der Arbeit Jacob Burckhardt und Rubens promoviert. Ab 1948 arbeitete er in der Denkmalpflege des Kantons Aargau und erarbeitete für Die Kunstdenkmäler der Schweiz den dritten Band der Kunstdenkmäler des Kantons Aargau, der 1954 dem Kloster Königsfelden gewidmet war.
Im Jahr 1956 erfolgte die Habilitation an der Universität Basel, an der er neben seiner weiteren denkmalpflegerischen Tätigkeit als Privatdozent wirkte. 1963 ernannte ihn die Gesellschaft für Schweizerische Kunstgeschichte zum Leiter ihres wichtigsten Publikationswerkes, der Kunstdenkmäler der Schweiz. Die Universität Bern berief ihn 1964 auf eine freigewordenen ausserordentliche Professur, die er zum Sommersemester 1965 antrat. Bereits 1966 folgte Maurer jedoch dem Ruf auf das Ordinariat für neuere Kunstgeschichte an die Universität Zürich, wo er die Nachfolge des 1965 verstorbenen Gotthard Jedlicka antrat. Hier wirkte er bis zu seiner Emeritierung im Jahr 1982.
Ausgehend von seiner Beschäftigung mit Jacob Burckhardt, hinterfragte Maurer die Linearität gängiger Darstellungen zur Stilgeschichte. Zu seinen Forschungsschwerpunkten zählte einerseits die Malerei Italiens und der Niederländer des 15. bis 17. Jahrhunderts, wobei er ein besonderes Augenmerk auf das Phänomen des Manierismus – etwa bei Jacopo da Pontormo, Rosso Fiorentino oder Parmigianino – legte. Andererseits beschäftigte er sich eingehend mit der französischen Malerei des Impressionismus und des Post-Impressionismus.

## Werke (Auswahl)
- Jacob Burckhardt und Rubens (= Basler Studien zur Kunstgeschichte. Band 7). Birkhäuser, Basel 1951.
- mit Michael Stettler: Die Bezirke Lenzburg und Brugg (= Kunstdenkmäler des Kantons Aargau. Band 2; Kunstdenkmäler der Schweiz. Band 29). Birkhäuser, Basel 1953.
- Das Kloster Königsfelden (= Kunstdenkmäler des Kantons Aargau. Band 3; Kunstdenkmäler der Schweiz. Band 32). Birkhäuser, Basel 1954.
- 15 Aufsätze zur Geschichte der Malerei. Festgabe zum 65. Geburtstag von Emil Maurer. Birkhäuser, Basel 1982.
- Im Bann der Bilder. Essays zur italienischen und französischen Malerei des 15.–19. Jahrhunderts. Verlag Neue Zürcher Zeitung, Zürich 1992.
- Manierismus. Figura serpentinata und andere Figurenideale. Verlag Neue Zürcher Zeitung, Zürich, und Fink, München 2001.